# جامع باب بحر
جامع باب بحر، المعروف أيضا باسم جامع الزرارعية  أو جامع الزيتونة الخارجي، هو مسجد شرق مدينة تونس العتيقة.

## موقعه

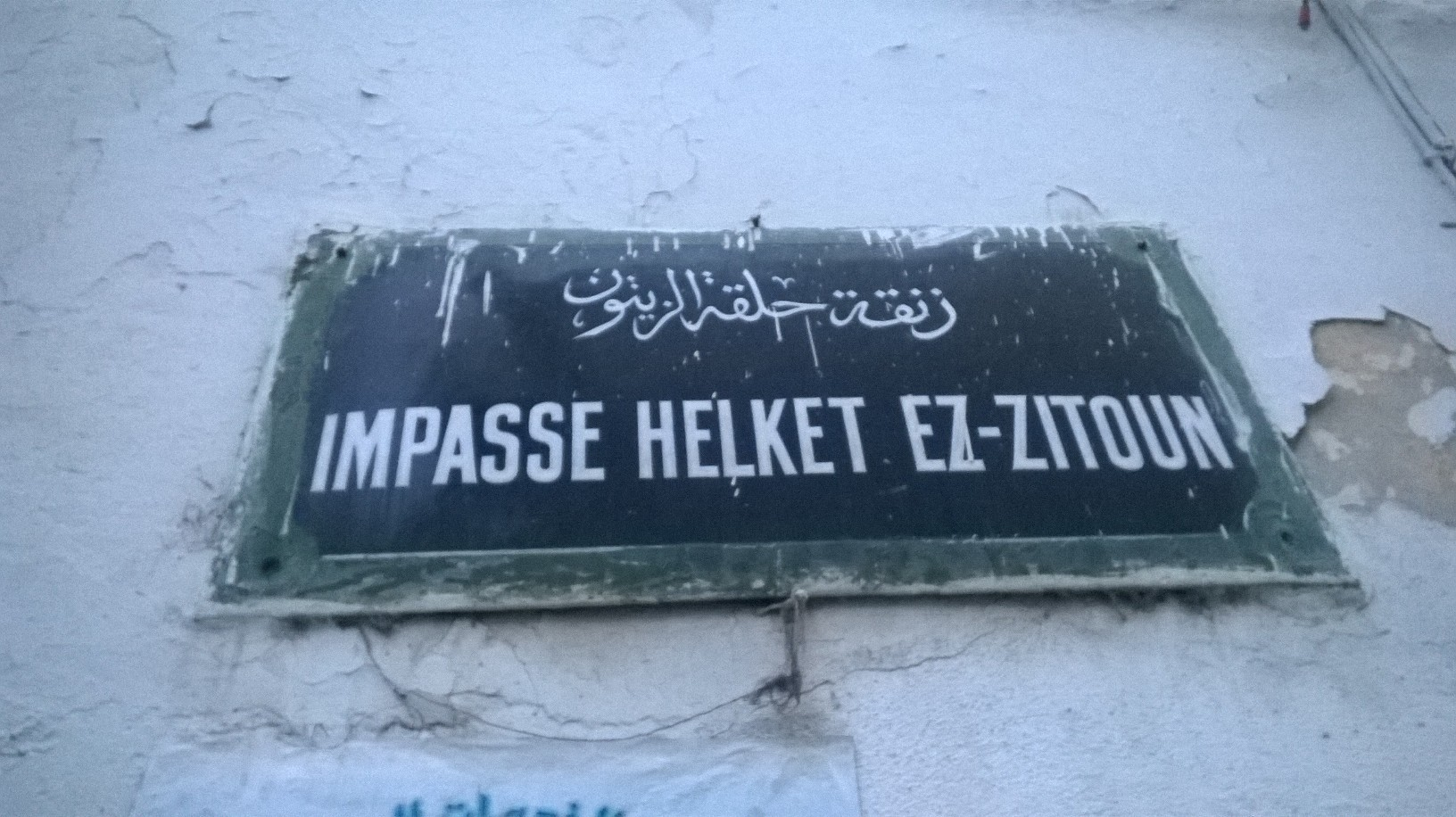
لوحة معدنية تشير إلى زنقة حلقة الزيتون

يقع هذا المسجد في إحدى أزقة المدنية العتيقة (زنقة حلقة الزيتون)، قرب باب بحر.

## تاريخه
تم بناؤه في العهد الحفصي على يد أحمد ابن مرزوق ابن أبي عمارة المسيلي في سنة 1282 ميلادي الموافق ل 681 هجري، بدعم من الشيخ أبو محمد ابن عبد الله المرجاني وبعض العلماء في ذلك الوقت.

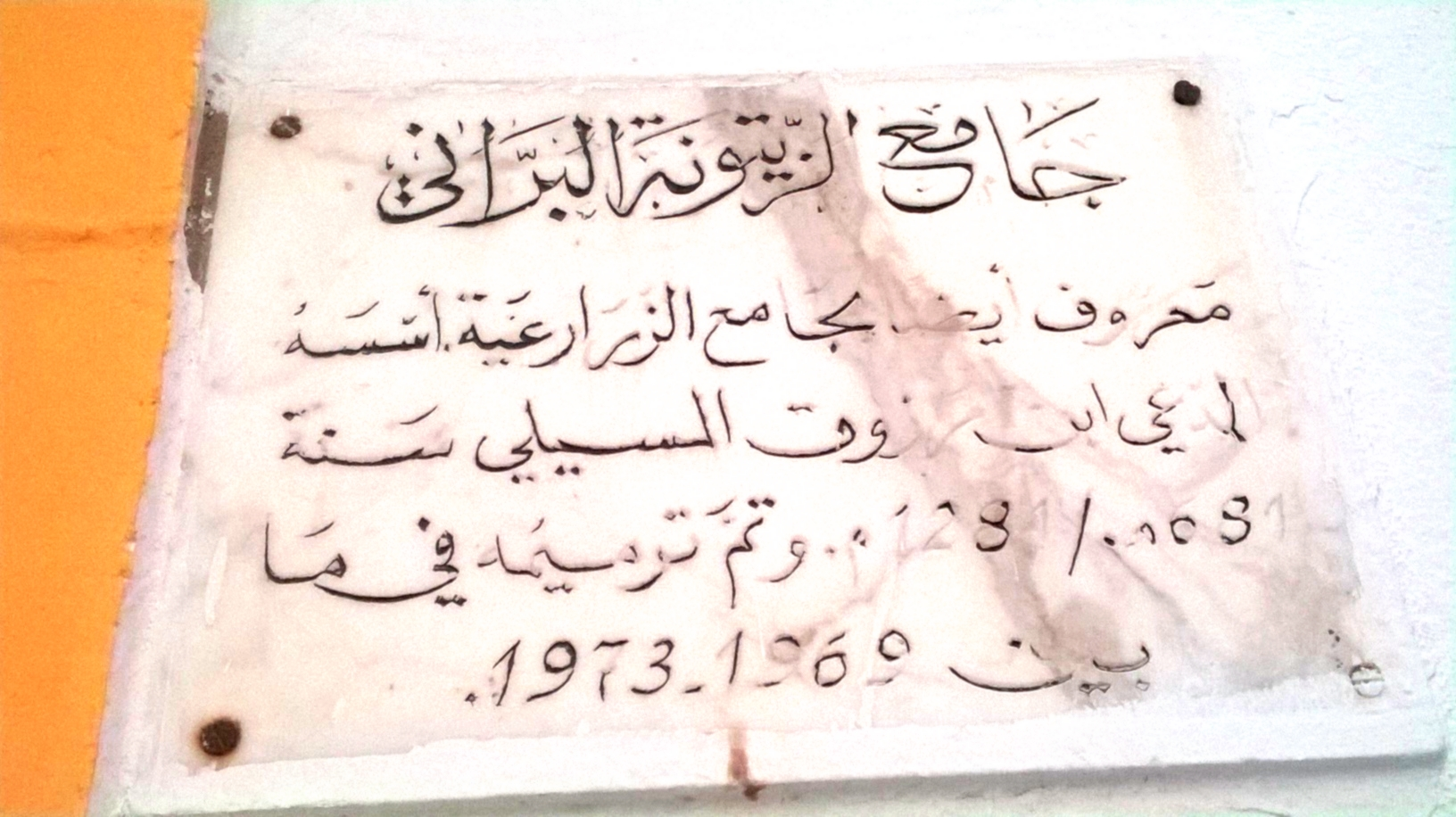
اللوحة التذكارية للجامع
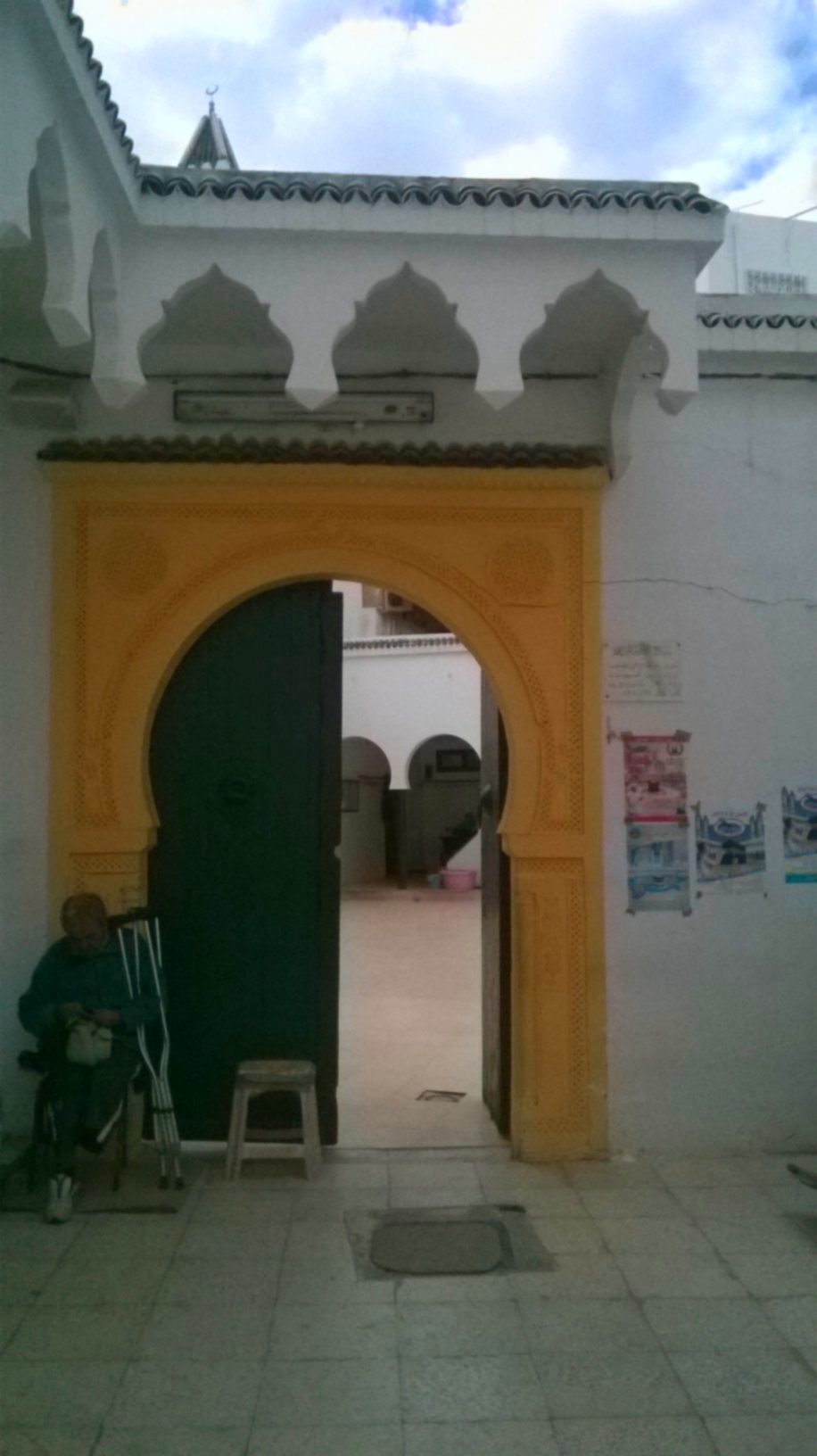
مدخل الجامع
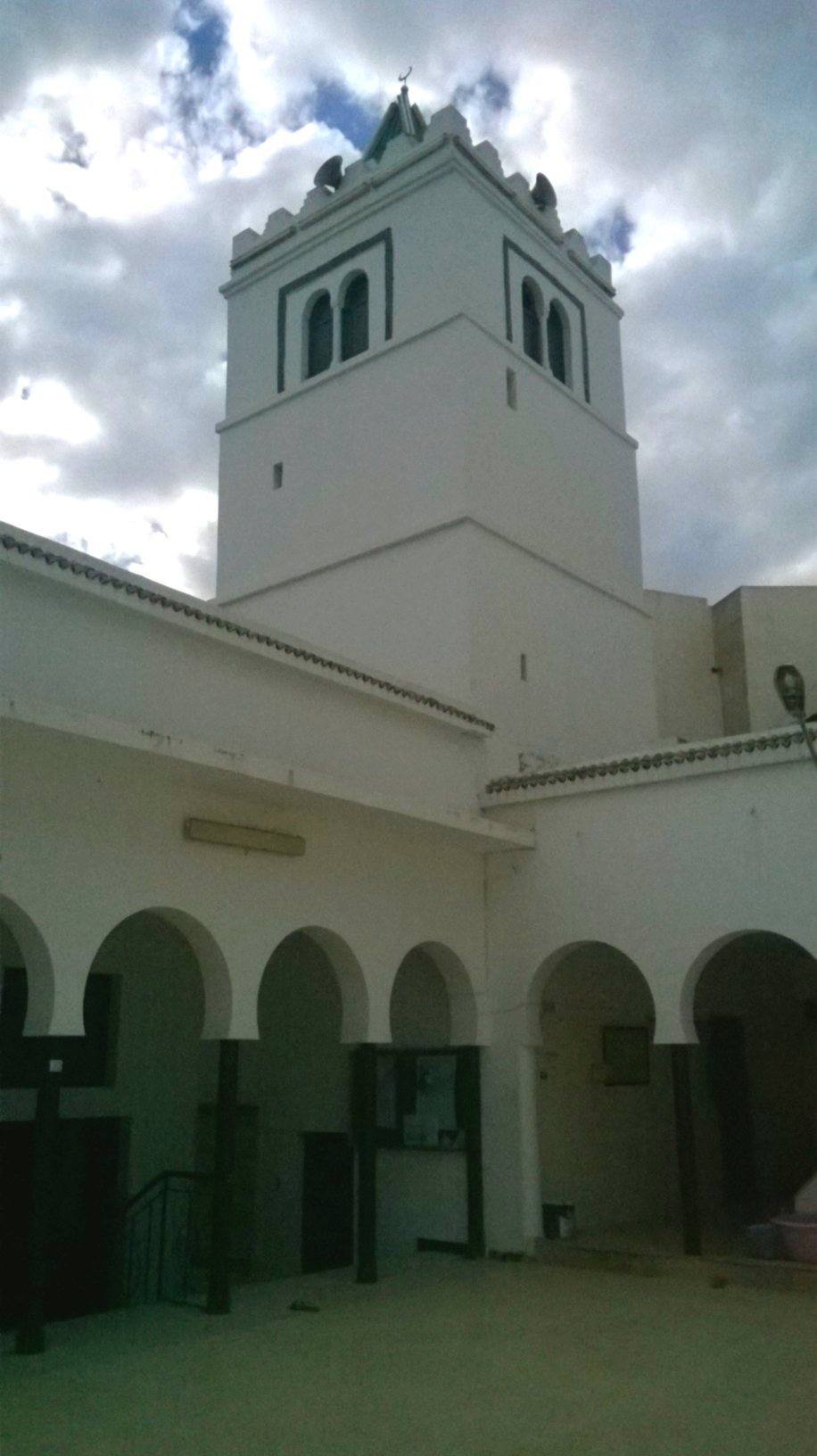
مئذنة الجامع
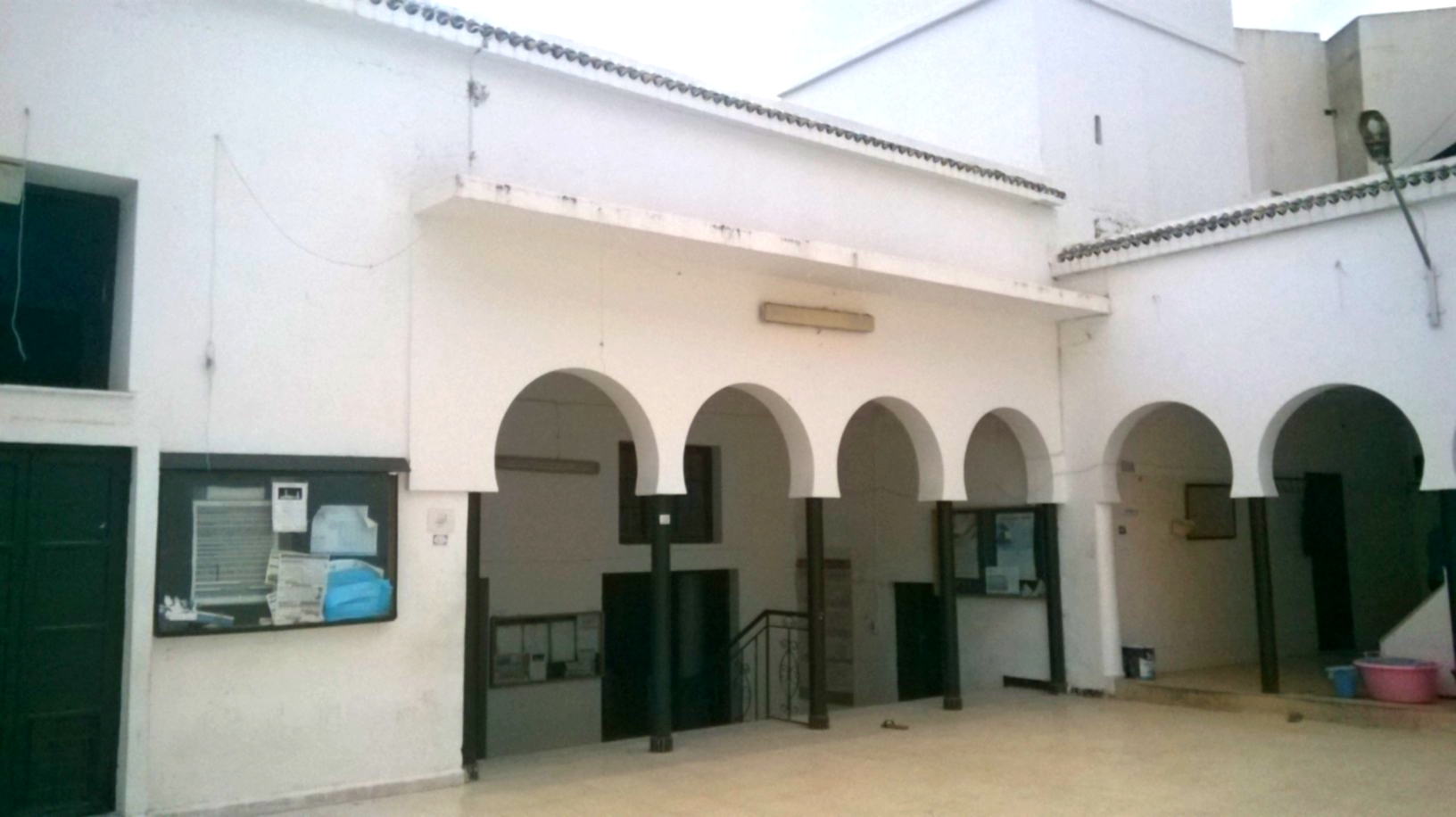
مدخل قاعة الصلاة
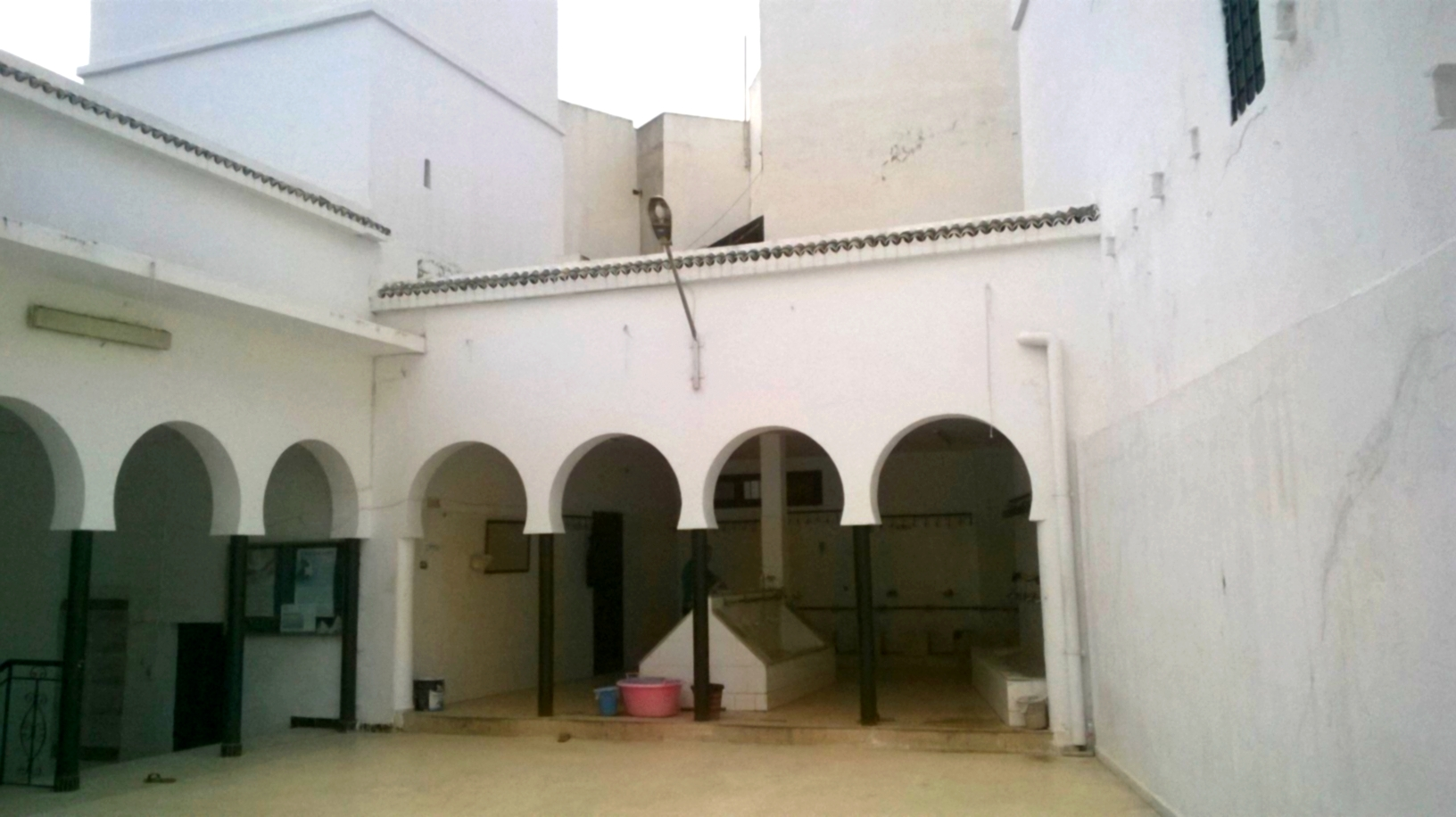
قاعة الوضوء

## تطوره
تم ترميم هذا المسجد بين عامي 1969 و1973 ميلادي.